# Gare de Puyoô
Gare de Puyoô – stacja kolejowa w Puyoô, w departamencie Pireneje Atlantyckie, w regionie Nowa Akwitania, we Francji.
Węzeł kolejowy, znajdujący się w kilometrze 270,225 linii Tuluza-Bajonna. Wychodzi stąd również linia do Dax i dawna linia do Mauléon, obecnie zlikwidowana.
Znajduje się na wysokości 41 m n.p.m..